# Hyppeln
Hyppeln é uma ilha da província da Bohuslän, situada no Arquipélago do Norte de Gotemburgo, no Categate. Tem 168 habitantes (2018) e uma área de 16 quilômetros quadrados. Pertence ao município de Öckerö.